# 浑水塘站
浑水塘站是位于云南省昆明市官渡区浑水塘村的一个已关闭的铁路车站，邮政编码650211。车站建于1959年，有贵昆铁路经过该站，现仅办理货运，不办理客运业务，车站及其上下行区间均已电气化。车站距离贵阳站607公里，隶属昆明铁路局，是四等站。